# Tati Alcalde
Donato Alcalde Tieles (Salinas, Asturias, España, 22 de enero de 1964), conocido como Tati, es un exfutbolista español que jugaba como defensa.

## Trayectoria
Formado en las categorías inferiores del C. D. Ensidesa, pasó a formar parte de la plantilla del Real Avilés Industrial C. F. en 1983. En enero de 1986 fichó por el Real Sporting de Gijón, aunque permaneció cedido en el club avilesino hasta el final de la campaña 1985-86. Jugó su primer partido con el Sporting el 29 de mayo de 1986, frente al F. C. Barcelona en la disputa de los cuartos de final de la Copa de la Liga. Posteriormente, el 14 de septiembre, debutó en Primera División frente al Real Club Deportivo Español durante un encuentro celebrado en el estadio de Sarriá que finalizó 0-0. Tras un paso por el Landskrona BoIS sueco, fichó por el Deportivo Alavés en enero de 1995 y consiguió un ascenso a Segunda División al término de la campaña 1994-95. En 1996 se incorporó al S. C. Beira-Mar de la Segunda División de Portugal, donde jugó dieciocho partidos. Su última temporada en activo, la 1997-98, la disputó en las filas del Real Avilés Industrial en la Segunda División B.

## Clubes
| Club                         | País     | Año       |
| ---------------------------- | -------- | --------- |
| C. D. Ensidesa               | España   | 1981-1983 |
| Real Avilés Industrial C. F. | España   | 1983-1986 |
| Real Sporting de Gijón       | España   | 1986-1993 |
| Landskrona BoIS              | Suecia   | 1994      |
| Deportivo Alavés             | España   | 1994-1995 |
| S. C. Beira-Mar              | Portugal | 1996-1997 |
| Real Avilés Industrial C. F. | España   | 1997-1998 |